# Oi TV
Oi TV es una operadora de TV por satélite pertencente a Oi que actúa via satélite (tecnología DTH) en los estados de Río de Janeiro, Minas Gerais, Rio Grande do Sul, Paraná, Santa Catarina, en algunas ciudades de Bahía, Espírito Santo, Sergipe, Alagoas, Goiás, Paraíba, Pernambuco, Rio Grande do Norte, Ceará y Distrito Federal. Anteriormente se llamaba Way TV, mas actuaba solamente por cable y apenas en las ciudades de Belo Horizonte, Poços de Caldas, Barbacena y Uberlândia. En las localidades aún atendidas por la tecnología de cable, Oi TV continua ofreciendo servicios de televisión digital e internet de banda ancha.